# Potrójna granica
Potrójna granica (hiszp. triple frontera) – terytorium w Ameryce Południowej, położone pomiędzy trzema miastami przygranicznymi: Puerto Iguazú (Argentyna), Ciudad del Este (Paragwaj) oraz Foz do Iguaçu (Brazylia).

## Szara strefa

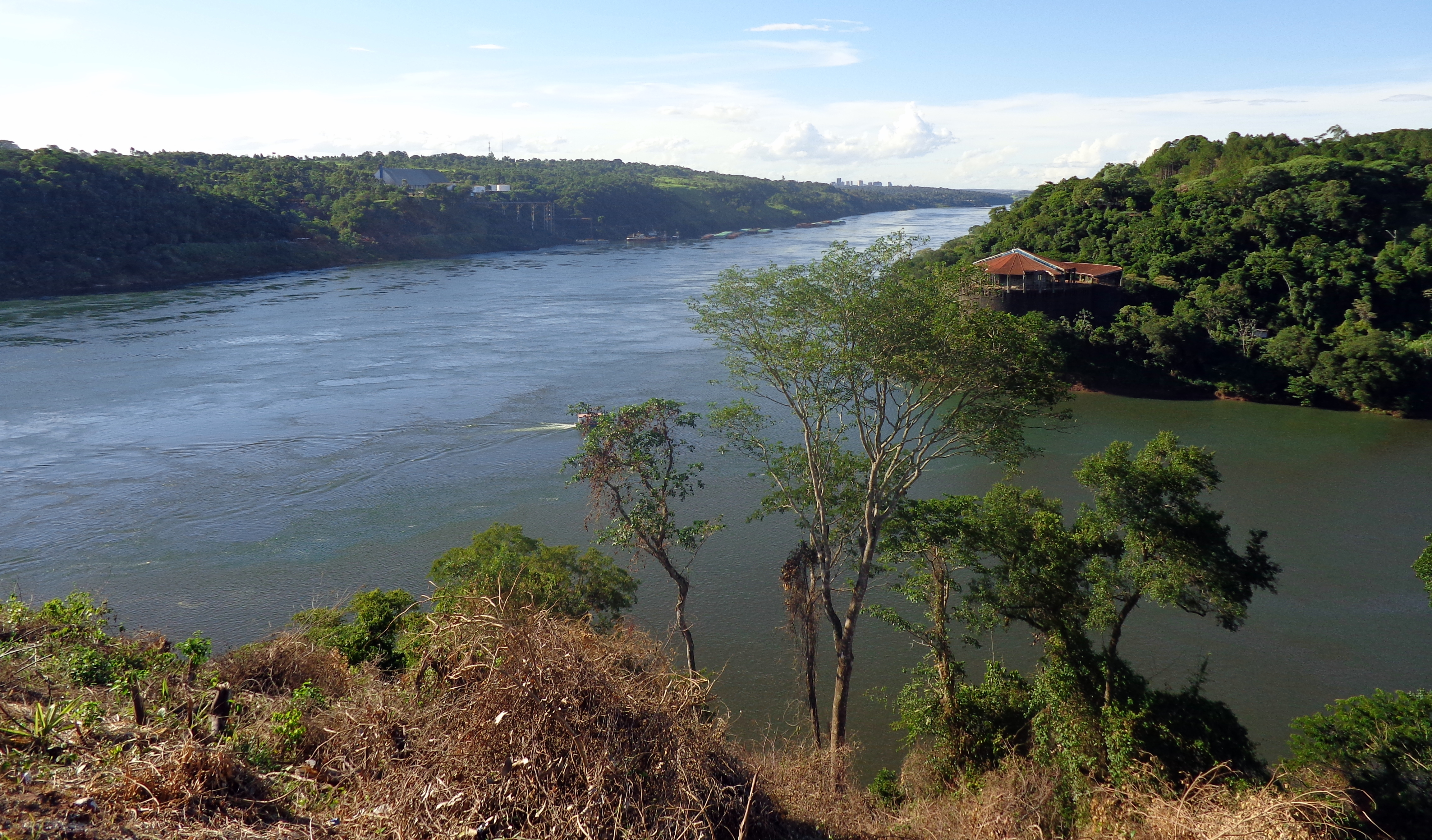
Potrójna granica

Od lat 70. XX wieku wymieniony obszar zaczął stawać się ważnym ośrodkiem wymiany handlowej. Słaba kontrola graniczna wpłynęła na rozwój działalności przemytniczej w regionie. Szczególnie rozwinęło się piractwo materiałów audiowizualnych, różnych wyrobów markowych, przerzut kradzionych samochodów oraz handel bronią i narkotykami. W 1998 roku wszystkie trzy kraje (tzw. „Kraje TBA” – od ang. Triple Border Area – TBA) powołały odpowiednią komisję (Triparite Commission of the Triple Frontier) odpowiedzialną za wzmożenie kontroli granicznej i eliminację negatywnych zjawisk. W grudniu 2002 roku utworzono stałą grupę roboczą, w skład której weszli też przedstawiciele administracji amerykańskiej.